# (14681) Estellechurch
(14681) Estellechurch est un astéroïde de la ceinture principale.

## Description
(14681) Estellechurch est un astéroïde de la ceinture principale. Il fut découvert le 4 décembre 1999 à Catalina par le projet CSS. Il présente une orbite caractérisée par un demi-grand axe de 3,10 UA, une excentricité de 0,17 et une inclinaison de 0,9° par rapport à l'écliptique.